# Сурков Петро Миколайович
Петро Миколайович Сурков (24 липня 1915 — 12 січня 1944) — радянський офіцер, учасник Радянсько-німецької війни, застунпик командира з політчастини 2-го батальйону 212-го гвардійського стрілецького полку 75-ї Бахмацької двічі Червонозоряної ордена Суворова гвардійської стрілецької дивізії 30-го стрілецького корпусу 60-ї Армії Центрального фронту, Герой Радянського Союзу (17.10.1943), гвардії старший лейтенант.

## Біографія
Народився 24 липня 1915 року у селі Єрмаковське Красноярського краю. Закінчив десятирічку, працював вчителем у с. Роз'їзжеє Красноярського краю. Строкова служба у лавах Червоний Армії у 1937–1940 роках.
З початком війни призваний до армії. Закінчив полкову школу і курси політскладу у 1942 році, воєнно-політичне училище в 1943 році.
Особливо відзначився при форсуванні ріки Дніпро на північ від Києва у вересні 1943 року, в боях при захваті і утриманні плацдарму в районі сіл Глібівка и Ясногородка (Вишгородський район Київської області) на правому березі Дніпра. В нагородному листі командир 212-го гвардійського стрілецького полку гвардії полковник М. С. Борисов написав, що під час форсування Дніпра Сурков проявив все своє вміння і командирську винахідливість. Разом з першою групою форсував Дніпро. Натрапивши на ворожий пароплав з баржею, захопив їх, незважаючи на сильний вогонь, що вівся з пароплава. Разом зі своїм загоном забезпечив переправу усього полку.
Указом Президії Верховної Ради СРСР від 17 жовтня 1943 року за мужність і героїзм, проявлені при форсуванні Дніпра і утриманні плацдарму гвардії старшому лейтенанту Суркову Петру Миколайовичу присвоєно звання Героя Радянського Союзу з врученням ордена Леніна і медалі «Золота Зірка».
П. М. Сурков бере участь у звільненні України і Білорусі. 12 січня 1944 року загинув в бою за м. Калинковичі Гомельської обл., Білорусь. Похований в м. Калинковичі на братському кладовищі радянських воїнів і партизан.

## Нагороди
- Медаль «Золота Зірка» № 1570 Героя Радянського Союзу (17 жовтня 1943)
- Орден Леніна

## Пам'ять
- На батьківщині Героя в селі Єрмаковське Красноярського краю його ім'ям названо вулицю.
- На будинку школи у с. Роз'їзженському Красноярського краю, де Сурков П. М. працював вчителем, встановлена меморіальна таблиця.
- Ім'ям П. М. Суркова названо вулицю в м. Калинковичі Гомельської обл., Білорусь.